# Constanța (županija)
Constanța je županija (județ) u regiji Dobrudža u Rumunjskoj.

## Susjedne županije
- Călărași  i Ialomița (prema zapadu)
- Tulcea i Brăila (prema sjeveru)

## Demografija
U 2002. županija Constanța imala je 715.151 stanovnika. Gustoća naseljenosti bila je 101/km². Razina urbanizacije je puno viša od rumunjskog prosjeka.
Većinu stanovništva čine Rumunji. Postoji još zajednica Turaka i Tatara koji su se doseljavali tijekom osmanske vladavine. Do dan danas regija je centar muslimanske zajednice Rumunjske. U 20. stoljeću došlo je mnogo Arumunja u Dobrudžu, ali oni sebe obično smatraju kulturnom manjinom.

## Administrativna podjela
Županija se dijeli na 3 municipija (municipiu), 9 gradova (oraș) i 58 općina (comuna) (2005).

### Minicipiji
- Constanța
- Medgidia
- Mangalia

### Gradovi
- Băneasa
- Cernavodă
- Eforie
- Hârșova
- Murfatlar
- Năvodari
- Negru Vodă
- Ovidiu
- Techirghiol

### Općine
| - 23 August - Adamclisi - Agigea - Albești - Aliman - Amzacea - Bărăganu - Castelu - Cerchezu - Chirnogeni - Ciobanu - Ciocârlia | - Cobadin - Cogealac - Comana - Corbu - Costinești - Crucea - Cumpăna - Cuza Vodă - Deleni - Dobromir - Dumbrăveni - Fântânele | - Gârliciu - Ghindărești - Grădina - Horia - Independența - Ion Corvin - Istria - Limanu - Lipnița - Lumina - Mereni - Mihai Viteazu | - Mihail Kogălniceanu - Mircea Vodă - Nicolae Bălcescu, Constanța - Oltina - Ostrov - Pantelimon - Pecineaga - Peștera - Poarta Albă - Rasova - Saligny - Saraiu | - Săcele - Seimeni - Siliștea - Târgușor - Topalu - Topraisar - Tortoman - Tuzla - Valu lui Traian - Vulturu |